# Candido Africa
Candido Africa (Lipa, 2 oktober 1895 - Manilla, 12 februari 1945) was een Filipijns wetenschapper. Hij was name actief in de parasitologie. 

## Biografie
Candido Africa werd geboren op 2 oktober 1895 in Lipa in de Filipijnse provincie Batangas. Hij studeerde medicijnen aan de University of the Philippines en doceerde nadien ook aan de Department of parasitologie van zijn alma mater. Ook deed hij er onderzoek naar parasieten die hartfalen veroorzaken en naar de preventie van malaria. Zijn ontdekking van vier soorten parasitaire wormen die het menselijk hart aanvallen met fatale gevolgen, wordt gezien als een unieke bijdrage aan de wetenschap van de parasitologie. In 1929 voltooide Africa in Londen zijn doctoraal in Tropische Medicijnen. Nadien studeerde hij met een Rockefeller-beurs aan Harvard en Johns Hopkins University van 1930 tot 1931.
Zijn wetenschappelijk onderzoek werd in 1937 gebundeld en gepubliceerd. Deze publicaties waren vervolgens in te zien in landen als Japan, de Sovjet-Unie en Brazilië. Door zijn onderzoek werd Africa verwierf hij bekendheid over de hele wereld en was hij in de gelegenheid om laboratoria te bezoek in een hele reeks van Europese steden, waaronder Londen, Liverpool, Edinburg, Parijs, Utrecht, Hamburg, Berlijn, Wenen en Rome. In september 1939 vertegenwoordigde hij de Gemenebest van de Filipijnen op het 3e internationale congres voor microbiologen dat werd gehouden in New York.
Zijn onderzoek leverde hem ook in zijn vaderland veel lof op. Zijn alma mater riep hem uit tot een van de beste wetenschappers die de universiteit had voortgebracht. Ook werd hij onderscheiden met een Gold Medal of Merit en een Diploma of Honor for distinguished achievements voor zijn onderzoek naar parasieten.
Africa kwam op 12 februari 1945 op 49-jarige leeftijd om het leven tijdens de Slag om Manilla.